# Festival di Berlino 1960

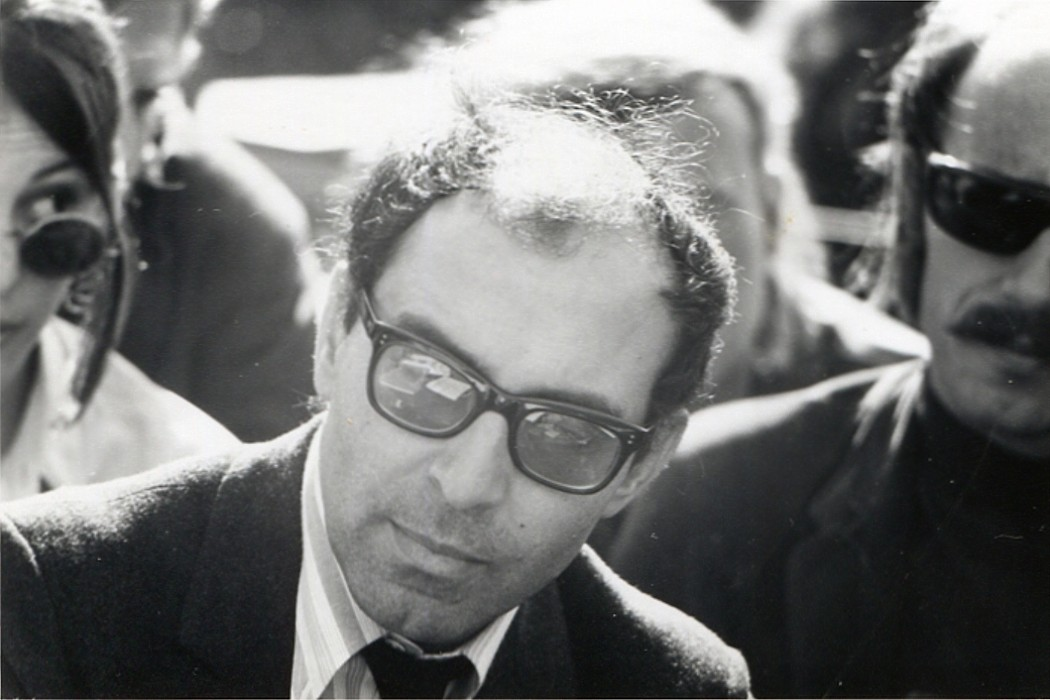
Jean-Luc Godard, Orso d'argento come miglior regista per Fino all'ultimo respiro.

La 10ª edizione del Festival internazionale del cinema di Berlino si è svolta a Berlino dal 24 giugno al 5 luglio 1960, con lo Zoo Palast come sede principale. Direttore del festival è stato per il decimo anno Alfred Bauer.
L'Orso d'oro è stato assegnato al film italo-spagnolo Lazarillo de Tormes di César Ardavin, vincitore anche del premio CIDALC (Conféderation Internationale pour la Diffusion des Arts et des Lettres par le Cinéma) assegnato per la prima volta in questa edizione.
Il film di apertura del festival è stato I giochi dell'amore di Philippe de Broca.
Le retrospettive di questa edizione sono state dedicate ai musical del periodo 1930-1945 e ai passati vincitori dell'Orso d'oro.

## Storia
Al suo 10º anno la Berlinale registrò un'edizione sottotono rispetto a quelle precedenti. La stampa scandalistica lamentò una carenza di glamour a causa delle poche star femminili e delle numerose presenze maschili tra cui Richard Widmark, Gene Kelly, Richard Attenborough, Jean Gabin, Jean-Paul Belmondo e Vittorio Gassman. Se Hans Borgelt, press manager della manifestazione, ci tenne a sottolineare che il Festival di Berlino non era un "Sexival", la giornalista Karena Niehoff scrisse su Der Tagesspiegel il 10 luglio 1960: «La mancanza di glamour, malizia e moda (che in realtà non sono poi così male) non è qualcosa di cui essere orgogliosi, e il fatto che le sporche operazioni di carriera delle attrici portino frutti più modesti (o nascosti) rispetto alla ben organizzata industria cinematografica maschile può essere utile per alcuni aspetti, ma non dice niente della qualità dei film e non li migliora neanche un po'».
Allo stesso tempo cominciarono ad emergere i primi segnali significativi che un cambiamento stava avvenendo nei contenuti. Il Free Cinema, il Cinema Novo e soprattutto la Nouvelle Vague stavano emergendo e in pochi anni avrebbero portato a considerare ormai morto il cosiddetto "cinema dei padri", quello degli studios tradizionali e delle grandi star con cui i festival avevano attraversato i loro anni d'oro.
In realtà, gran parte della critica ritenne proprio il neonato movimento cinematografico francese già smarrito moralmente e nonostante la presenza di opere che sarebbero diventate pietre miliari, molti percepirono la strada intrapresa dalla Berlinale come una strada sbagliata. Nei film di Jean-Luc Godard (Fino all'ultimo respiro) e Robert Bresson (Diario di un ladro) molti commentatori videro solo la trasgressione dei codici morali e un incitamento ad atti criminali. Irene Pulst espresse sullo Spandauer Volksblatt la sua indignazione per «l'inganno giocato con la parola magica Nouvelle Vague, con la quale non vogliamo avere più niente a che fare dato che è stata attribuita a soggetti pronti per la prigione». Anche Heinz Mudrich, nella sua relazione conclusiva per la Berlinale parlò di «un'ondata criminale del marchio "ruba se ti riesce". Prima di tutto c'è stato questo Diario di un ladro, in cui il regista francese del "fai da te" Robert Bresson non mostra molto di più di un borseggiatore (...) per non parlare del morboso Michel di Fino all'ultimo respiro, che ruba le automobili come fossero noccioline».
Una novità di questa edizione fu l'aumento del numero di film provenienti da paesi come Pakistan, Corea, Thailandia, Egitto e India, la cui partecipazione era sempre stata incentivata dal direttore Alfred Bauer. Questa scelta non incontrò l'approvazione della critica che la vide come una "misura umanitaria" sbagliata. «Lo schermo è stato semplicemente inondato da esperimenti provenienti da Paesi con industrie cinematografiche sottovalutate», scrisse Dora Fehling sul Telegraf, «è stato impossibile non annoiarsi a guardare questa sovrabbondanza completamente disinibita di immagini esotiche. Il fastidio di così tanto sforzo sprecato è stato alleviato solo dalla pietà per coloro che erano stati così sconsiderati». Nonostante le obiezioni Bauer restò fedele alla sua politica e trovò anche l'appoggio del Senato di Berlino, che nella settima sessione del consiglio consultivo tradusse questa politica in una semplice formula: «Conquistare i paesi sottosviluppati per non lasciare che siano tentati dall'Est».
Solo in pochi elogiarono il coraggio della giuria nell'assegnare l'Orso d'Argento per la miglior regia a Godard. Il critico Friedrich Luft del Süddeutsche Zeitung mostrò un atteggiamento più distaccato dei suoi colleghi in un articolo del 7 luglio 1960: «Per la giuria non è stato facile, non c'era niente di eccezionale. Premiare il talentuoso regista francese Jean-Luc Godard per Fino all'ultimo respiro è stato giusto e coraggioso». Su Die Zeit, l'8 luglio Thilo Koch riconobbe nella regia di Godard «un senso drammatico nella migliore tradizione francese», aggiungendo: «Superficialmente il film ha usato mezzi molto modesti (...) ma le performance di Jean Seberg e Jean-Paul Belmondo offrono più di quanto avrebbero potuto fare il CinemaScope o il Technicolor».
Oggetto di critiche furono anche l’aumento del numero di film provenienti dai cosiddetti "Paesi in via di sviluppo" e la qualità dei cortometraggi, definiti da Ethel Schwirten del Frankfurter Rundschau niente più che brochure di viaggio e relazioni di fabbrica, mentre sul Telegraf la giornalista Dora Fehling scrisse: «Niente di provocatorio, niente di immaginativo, niente slanci».
Quando la 10ª Berlinale si concluse il 5 luglio le sensazioni erano miste. I film avevano deluso molti ("Cinema Disaster" fu il titolo che apparve sul Frankfurter Rundschau il 7 luglio 1960) e soprattutto le decisioni della giuria, presieduta dall'attore americano Harold Lloyd, avevano provocato malcontento sia tra gli ospiti che tra i giornalisti e il pubblico, che espresse chiaramente la sua disapprovazione quando fu annunciato l'Orso d'oro a Lazarillo de Tormes di César Ardavin.
«Questa giuria è sotto accusa», scrisse Karl-Heinz Kruger sul quotidiano Abend, «ha dimostrato di essere la peggiore di questi anni, le sue decisioni testimoniano il suo fallimento e sono una vergogna per il Festival di Berlino». Il film La tortura del silenzio del giovane regista inglese Guy Green, dato per favorito, riuscì comunque ad aggiudicarsi il Premio OCIC e il Premio FIPRESCI.

## Giurie

### Giuria internazionale
- Harold Lloyd, attore, regista e produttore (Stati Uniti) - Presidente di giuria[9]
- Georges Auric, compositore (Francia)
- Joaquín de Entrambasaguas, filologo e storiografo (Spagna)
- Werner R. Heymann, compositore (Germania Ovest)
- Hidemi Ima regista (Giappone)
- Sohrab Modi, attore, regista e produttore (India)
- Georg Ramseger, scrittore (Germania Ovest)
- Henry Reed, compositore (Regno Unito)
- Eva Staar (Germania Ovest)
- Frank Wisbar, regista e sceneggiatore (Germania Ovest)
- Floris Luigi Ammannati, direttore della Mostra internazionale d'arte cinematografica di Venezia (Italia)

### Giuria "Documentari e cortometraggi"
- Johannes Eckardt, curatore (Germania Ovest) - Presidente di giuria[9]
- Tahar Cheriaa, fondatore delle Giornate cinematografiche di Cartagine (Tunisia)
- Ludwig Gesek, scrittore e storico del cinema (Austria)
- Lars Krantz, produttore televisivo (Svezia)
- Edwin Redslob, storico dell'arte (Germania Ovest)
- Roberto Alejandro Tálice, giornalista, critico cinematografico e drammaturgo (Argentina)
- Semih Tuğrul, scrittore (Turchia)

## Selezione ufficiale
- ...e l'uomo creò Satana (Inherit the Wind), regia di Stanley Kramer (Stati Uniti)
- Biyaya ng Lupa, regia di Manuel Silos (Filippine)
- Diario di un ladro (Pickpocket), regia di Robert Bresson (Francia)
- Doa al karawan, regia di Henry Barakat (Egitto)
- Eroica, regia di Michael Cacoyannis (Grecia)
- Fango sulle stelle (Wild River), regia di Elia Kazan (Stati Uniti)
- Fin de fiesta, regia di Leopoldo Torre Nilsson (Argentina)
- Fino all'ultimo respiro (À bout de souffle), regia di Jean-Luc Godard (Francia)
- I giochi dell'amore (Les jeux de l'amour), regia di Philippe de Broca (Francia)
- Das Glas Wasser, regia di Helmut Käutner (Germania Ovest)
- Gureumeun heulleogado, regia di Yoo Hyun-mok (Corea del Sud)
- Jokyō, regia di Kon Ichikawa, Yasuzō Masumura e Kōzaburō Yoshimura (Giappone)
- Kaks' tavallista Lahtista, regia di Ville Salminen (Finlandia)
- Lazarillo de Tormes (El Lazarillo de Tormes), regia di César Ardavin (Spagna, Italia)
- Il mattatore, regia di Dino Risi (Italia, Francia)
- My Slave, regia di Ubol Yugala (Thailandia)
- Nai Kiran, regia di S.M. Agha, Fareed Ahmed e Nurul Islam (Pakistan)
- Puberun, regia di Prabhat Mukherjee (India)
- Sängkammartjuven, regia di Göran Gentele (Svezia)
- Il secondo fratello (Nianchan), regia di Shōhei Imamura (Giappone)
- Sotto dieci bandiere, regia di Duilio Coletti (Italia, Stati Uniti)
- Storia di un disertore (Kirmes), regia di Wolfgang Staudte (Germania Ovest, Francia)
- La tortura del silenzio (The Angry Silence), regia di Guy Green (Regno Unito)
- Tro, håb og trolddom, regia di Erik Balling (Danimarca)
- Venner, regia di Tancred Ibsen (Norvegia)

### Documentari e cortometraggi
- Austria gloriosa, regia di Edmund von Hammer (Austria)
- Ballon vole, regia di Jean Dasque (Francia)
- Diario, regia di Juan Berend (Argentina)
- Faja lobbi, regia di Herman van der Horst (Paesi Bassi)
- Il giaguaro della giungla (Jungle Cat), regia di James Algar (Stati Uniti)
- Hafenrhythmus, regia di Wolf Hart (Germania Ovest)
- Mandara, regia di René Gardi (Svizzera)
- Nguoi con cua bien ça, regista non conosciuto (Vietnam del Sud)
- Il porto della paura (Homens do Brasil), regia di Nelson Marcellino de Carvalho (Brasile)
- Le songe des chevaux sauvages, regia di Denys Colomb de Daunant (Francia)
- Der Spielverderber, regia di Ferdinand Diehl e Boris von Borresholm (Germania Ovest)
- I vecchi, regia di Raffaele Andreassi (Italia)
- Village Sunday, regia di Stewart Wilensky (Stati Uniti)

## Premi

### Premi della giuria internazionale
- Orso d'oro: Lazarillo de Tormes di César Ardavin
- Orso d'argento, gran premio della giuria: I giochi dell'amore di Philippe de Broca
- Orso d'argento per il miglior regista: Jean-Luc Godard, per Fino all'ultimo respiro
- Orso d'argento per la migliore attrice: Juliette Mayniel, per Storia di un disertore di Wolfgang Staudte
- Orso d'argento per il miglior attore: Fredric March, per ...e l'uomo creò Satana di Stanley Kramer

### Premi della giuria "Documentari e cortometraggi"
- Orso d'oro per il miglior documentario: Faja lobbi di Herman van der Horst
- Menzione d'onore (documentari): Mandara di René Gardi
- Orso d'oro per il miglior cortometraggio: Le songe des chevaux sauvages di Denys Colomb de Daunant
- Orso d'argento (cortometraggi): ex aequo
Der Spielverderber di Ferdinand Diehl e Boris von Borresholm
I vecchi di Raffaele Andreassi
Diario di Juan Berend
- Menzioni d'onore (cortometraggi): Austria gloriosa di Edmund von Hammer e Hafenrhythmus di Wolf Hart

### Premi delle giurie indipendenti
- Premio FIPRESCI: La tortura del silenzio di Guy Green
- Premio OCIC: La tortura del silenzio di Guy Green
- Premio CIDALC: Lazarillo de Tormes di César Ardavín
- Jugendfilmpreis:
Miglior lungometraggio: ...e l'uomo creò Satana di Stanley Kramer
Menzione d'onore: La tortura del silenzio di Guy Green
Miglior documentario: Il giaguaro della giungla di James Algar
Menzione d'onore: Mandara di René Gardi
Miglior cortometraggio: Nguoi con cua bien ça (regista non conosciuto)
Menzione d'onore: Ballon vole di Jean Dasque